# Lill-Lastajaure
Lill-Lastajaure är en sjö i Jokkmokks kommun i Lappland och ingår i Luleälvens huvudavrinningsområde.